# Sogndal Fotball 2014
Questa voce raccoglie le informazioni riguardanti il Sogndal Fotball nelle competizioni ufficiali della stagione 2014.

## Stagione
Il club, per la stagione 2014, ha confermato il tecnico Jonas Olsson. Sotto la guida tecnica di Ollson il club ha ottenuto il 15º posto in campionato, frutto di 6 vittorie, 6 pareggi e 18 sconfitte, e la retrocessione il 1. divisjon. In Coppa di Norvegia il club ha superato i primi tre turni (rispettivamente contro Årdal, Åsane e Strømmen), per poi essere sconfitto nel quarto turno dal Viking.

## Maglie e sponsor
Lo sponsor tecnico per la stagione 2014 fu Umbro, mentre lo sponsor ufficiale fu Sparebanken Vest. La divisa casalinga fu composta da una maglietta bianca con inserti neri, pantaloncini e calzettoni neri. Quella da trasferta era invece completamente nera, con inserti bianchi.
| Casa | Trasferta |

## Rosa
| N. |                      | Ruolo | Calciatore               |
| -- | -------------------- | ----- | ------------------------ |
| 1  | Norvegia (bandiera)  | P     | Mathias Dyngeland        |
| 2  | Estonia (bandiera)   | D     | Taijo Teniste            |
| 3  | Norvegia (bandiera)  | D     | Bjørn Inge Utvik         |
| 4  | Finlandia (bandiera) | D     | Hannu Patronen           |
| 5  | Islanda (bandiera)   | D     | Hjörtur Logi Valgarðsson |
| 6  | Norvegia (bandiera)  | C     | Helge Haugen             |
| 7  | Norvegia (bandiera)  | C     | Rune Bolseth             |
| 8  | Norvegia (bandiera)  | A     | Ulrik Flo                |
| 9  | Norvegia (bandiera)  | D     | Azar Karadas             |
| 10 | Norvegia (bandiera)  | C     | Ørjan Hopen              |
| 11 | Norvegia (bandiera)  | A     | Martin Trøen             |
| 12 | Norvegia (bandiera)  | A     | Kenneth Udjus            |
| 14 | Svezia (bandiera)    | D     | Tom Söderberg            |
| 15 | Norvegia (bandiera)  | C     | Petter Strand            |
| 16 | Senegal (bandiera)   | C     | Babacar Sarr             |
| 17 | Francia (bandiera)   | D     | Christophe Psyché        |
| 17 | Norvegia (bandiera)  | D     | Gustav Valsvik           |

| N. |                      | Ruolo | Calciatore               |
| -- | -------------------- | ----- | ------------------------ |
| 18 | Ghana (bandiera)     | A     | Mahatma Otoo             |
| 19 | Nigeria (bandiera)   | A     | Edward Ofere             |
| 20 | Norvegia (bandiera)  | D     | Kristian Opseth          |
| 21 | Norvegia (bandiera)  | P     | Leif Kvamme Lysne        |
| 22 | Norvegia (bandiera)  | A     | Tim André Nilsen         |
| 23 | Danimarca (bandiera) | C     | Tonny Brochmann          |
| 24 | Norvegia (bandiera)  | D     | Eirik Skaasheim          |
| 25 | Norvegia (bandiera)  | C     | Ruben Holsæter           |
| 26 | Svezia (bandiera)    | P     | Erik Dahlin              |
| 27 | Norvegia (bandiera)  | C     | Kristoffer Stephensen    |
| 28 | Norvegia (bandiera)  | C     | Joar Tryti               |
| 30 | Norvegia (bandiera)  | P     | Vegard Skjeldestad       |
| 31 | Norvegia (bandiera)  | A     | Asgrim Farnes            |
| 32 | Norvegia (bandiera)  | A     | Mathias Flo              |
| 33 | Norvegia (bandiera)  | C     | Runar Heggestad          |
| 34 | Norvegia (bandiera)  | C     | Henrik Solvoll Navarsete |
| 35 | Norvegia (bandiera)  | C     | Truls Hovland            |

## Calciomercato

### Sessione invernale(dal 01/01 al 31/03)
| Arrivi           | Arrivi                   | Arrivi        | Arrivi        |
| R.               | Nome                     | da            | Modalità      |
| ---------------- | ------------------------ | ------------- | ------------- |
| D                | Hjörtur Logi Valgarðsson | IFK Göteborg  | definitivo    |
| D                | Kristian Opseth          | Førde         | definitivo    |
| C                | Helge Haugen             |               | svincolato    |
| C                | Ørjan Hopen              | Bryne         | fine prestito |
| C                | Truls Hovland            | Årdal         | definitivo    |
| C                | Petter Strand            | Fyllingsdalen | definitivo    |
| A                | Tim André Nilsen         | Nest-Sotra    | definitivo    |
| Altre operazioni |                          |               |               |
| R.               | Nome                     | da            | Modalità      |
| A                | Stian Dyngeland          | Fana          | fine prestito |

| Partenze | Partenze            | Partenze        | Partenze      |
| R.       | Nome                | a               | Modalità      |
| -------- | ------------------- | --------------- | ------------- |
| D        | Thomas Eriksen Ness |                 | svincolato    |
| D        | Anders Hella        |                 | svincolato    |
| D        | Espen Næss Lund     |                 | svincolato    |
| D        | Eivind Daniel Røed  |                 | svincolato    |
| C        | Gilbert Koomson     | BEC Tero Sasana | fine prestito |
| C        | Sidy Sagna          |                 | svincolato    |
| C        | Magnus Stamnestrø   | Molde           | fine prestito |
| A        | Stian Dyngeland     | Fana            | definitivo    |
| A        | Malick Mané         | IFK Göteborg    | definitivo    |

### Sessione estiva(dal 15/07 al 15/08)
| Arrivi | Arrivi            | Arrivi   | Arrivi     |
| R.     | Nome              | da       | Modalità   |
| ------ | ----------------- | -------- | ---------- |
| P      | Kenneth Udjus     | Sogndal  | prestito   |
| D      | Christophe Psyché | HamKam   | definitivo |
| D      | Tom Söderberg     | Elfsborg | prestito   |
| C      | Babacar Sarr      | Start    | definitivo |
| A      | Edward Ofere      |          | svincolato |

| Partenze | Partenze              | Partenze       | Partenze   |
| R.       | Nome                  | a              | Modalità   |
| -------- | --------------------- | -------------- | ---------- |
| P        | Erik Dahlin           | FC Trollhättan | definitivo |
| D        | Azar Karadas          | Brann          | definitivo |
| D        | Gustav Valsvik        | Strømsgodset   | definitivo |
| C        | Ørjan Hopen           | Nest-Sotra     | prestito   |
| C        | Kristoffer Stephensen | Fyllingsdalen  | prestito   |
| A        | Martin Trøen          | HamKam         | prestito   |

## Risultati

### Eliteserien

#### Girone di andata
| Arbitro: | Hansen (Feda) |

|                                    |           |  |
| Henderson 14’ Næss 79’ Brustad 85’ | Marcatori |  |

| Arbitro: | Rafiq (Oslo) |

|         |           |               |
| Flo 56’ | Marcatori | 1’ Dja Djédjé |

| Arbitro: | Hobber Nilsen (Oslo) |

|                                                   |           |              |
| Sané 17’ Richards 54’ P. Ndiaye 72’ M. Ndiaye 87’ | Marcatori | 15’, 36’ Flo |

| Arbitro: | Døvle (Larvik) |

|          |           |                                     |
| Hopen 9’ | Marcatori | 6’ Høibråten 52’ Wikheim 79’ Kovács |

| Arbitro: | Hansen (Feda) |

|  |           |                                    |
|  | Marcatori | 16’ Otoo 33’ Valgarðsson 57’ Utvik |

| Arbitro: | Berntsen (Vang) |

|         |           |                               |
| Otoo 7’ | Marcatori | 28’ Reginiussen 53’ Søderlund |

| Arbitro: | Kjensli (Oslo) |

|                           |           |  |
| Pálmason 27’ Knudtzon 48’ | Marcatori |  |

| Arbitro: | Lundby (Bøverbru) |

|                      |           |              |
| Otoo 67’ Valsvik 90’ | Marcatori | 65’ Andersen |

| Arbitro: | Hafsås (Trondheim) |

|                             |           |                     |
| Arnefjord 84’ Barrantes 87’ | Marcatori | 39’ Otoo 75’ Nilsen |

| Arbitro: | Kjensli (Oslo) |

|                    |           |           |
| Otoo 6’ Strand 44’ | Marcatori | 48’ Orlov |

| Arbitro: | Berntsen (Vang) |

|            |           |  |
| Nilsen 90’ | Marcatori |  |

| Skien 9 giugno 2014, ore 18:00 12ª giornata | Odd                | 0 – 0 referto | Sogndal | Skagerak Arena (6 398 spett.)\| Arbitro: \| Hafsås (Trondheim) \| |
| Arbitro:                                    | Hafsås (Trondheim) |               |         |                                                                   |

| Arbitro: | Helgerud (Lier) |

|                         |           |  |
| U. Flo 59’ Holsæter 79’ | Marcatori |  |

| Arbitro: | Døvle (Larvik) |

|                                         |           |  |
| Chima 11’ Valsvik 33’ (aut.) Linnes 79’ | Marcatori |  |

| Sogndal 12 luglio 2014, ore 15:30 15ª giornata | Sogndal      | 0 – 0 referto | Viking | Fosshaugane Campus (2 875 spett.)\| Arbitro: \| Rafiq (Oslo) \| |
| Arbitro:                                       | Rafiq (Oslo) |               |        |                                                                 |

#### Girone di ritorno
| Arbitro: | Edvartsen (Hamar) |

|                      |           |  |
| Søderlund 24’ (rig.) | Marcatori |  |

| Arbitro: | Hobber Nilsen (Oslo) |

|            |           |                                          |
| Psyché 75’ | Marcatori | 43’ Samuelsen 84’ Nordkvelle 88’ Storbæk |

| Arbitro: | Johansen (Brevik) |

|              |           |               |
| Ogunjimi 11’ | Marcatori | 84’ Söderberg |

| Arbitro: | Johnsen (Tønsberg) |

|  |           |            |
|  | Marcatori | 87’ Chatto |

| Arbitro: | Døvle (Larvik) |

|                                                   |           |                       |
| Sigurðsson 27’ Haugen 69’ Nisja 80’ de Lanlay 90’ | Marcatori | 21’ Flo 37’ Brochmann |

| Arbitro: | Lundby (Bøverbru) |

|  |           |              |
|  | Marcatori | 89’ Amundsen |

| Arbitro: | Edvartsen (Hamar) |

|                                         |           |               |
| Tripić 4’ Vikstøl 38’ Asante 84’ (rig.) | Marcatori | 35’, 49’ Otoo |

| Arbitro: | Johansen (Brevik) |

|            |           |           |
| Psyché 53’ | Marcatori | 43’ James |

| Sarpsborg 21 settembre 2014, ore 18:00 24ª giornata                           | Sarpsborg 08 | 3 – 1 referto | Sogndal | Sarpsborg Stadion (3 509 spett.) |
| \| \| \| \| \| Castro 43’ Feldballe 52’ Zajić 57’ \| Marcatori \| 83’ Otoo \| |              |               |         |                                  |
|                                                                               |              |               |         |                                  |
| Castro 43’ Feldballe 52’ Zajić 57’                                            | Marcatori    | 83’ Otoo      |         |                                  |

| Arbitro: | Hagen (Grue) |

|                                  |           |          |
| Flo 11’ Nilsen 57’, 61’ Otoo 83’ | Marcatori | 45’ Sema |

| Arbitro: | Edvartsen (Hamar) |

|                               |           |           |
| Zahid 41’ Patronen 50’ (aut.) | Marcatori | 8’ Nilsen |

| Arbitro: | Kjensli (Oslo) |

|                  |           |  |
| Utvik 32’ (aut.) | Marcatori |  |

| Arbitro: | Døvle (Larvik) |

|  |           |                 |
|  | Marcatori | 35’ Elyounoussi |

| Arbitro: | Johnsen (Tønsberg) |

|                         |           |         |
| Grønner 45’ Karadas 46’ | Marcatori | 55’ Flo |

| Arbitro: | Edvartsen (Hamar) |

|  |           |                    |
|  | Marcatori | 87’ Kassi 90’ Boli |

### Norgesmesterskapet
| Arbitro: | Hauge |

|  |           |                                            |
|  | Marcatori | 2’ Otoo 52’ Utvik 75’ Hopen 77’ Stephensen |

| Arbitro: | Tennøy |

|  |           |                          |
|  | Marcatori | 38’ Nilsen 83’ Brochmann |

| Arbitro: | Steen |

|                          |           |  |
| Otoo 47’, 66’ Nilsen 52’ | Marcatori |  |

| Arbitro: | Sandmoen (Kjelsås) |

|                                                                  |           |             |
| de Lanlay 25’ Sverrisson 58’ Böðvarsson 77’ Dyngeland 90’ (aut.) | Marcatori | 72’ Karadas |